# Víctor Macías García
Víctor Macías (Portoviejo, Ecuador, 1 de julio de 1984). Es un exfutbolista ecuatoriano que comenzó jugando de delantero y luego se posicionó de lateral derecho. Militó en algunos equipos del fútbol ecuatoriano en los que se destaca Liga de Quito y Sociedad Deportivo Quito.

## Trayectoria
A los 14 años se mudó al El Nacional donde jugaba en la sub-16 y sub-18 en el 2001 se cambia a las inferiores de Liga Deportiva Universitaria de Quito donde se destacó en las sub-18 y sub-20 quedando goleador en las dos categorías,en el año 2002 ya entrenaba en primera pero no fue convocado si no hasta el año siguiente donde el D.T Jorge Fossati le dio una oportunidad y debutó contra Barcelona Sporting Club en el año 2003 con 17 años entró al cambio en el Estadio Rodrigo Paz Delgado cuando el marcador iba 0 a 0,minutos después vino el gol de la victoria.ese año quedaría Campeón de la Serie A de Ecuador en el año 2003,jugó hasta el 2004 donde jugó la semifinal de la Copa Sudamericana 2004 perdiendo en la paz contra Club Bolívar.de ahí para el año 2005 se fue cedido al club Liga Deportiva Universitaria de Loja donde jugó un partido y se mudó a Liga Deportiva Universitaria de Portoviejo donde se destacó en el campeonato clausura marcando 15 goles y quedando goleador del equipo en ese año. 
De ahí se marchó cedido nuevamente al club aucas donde no estuvo mucho tiempo.En el 2007 estuvo a nada de fichar por Club Sport Emelec pero Liga Quito no lo permitió al final terminó rescindiendo contrato con Liga Deportiva Universitaria de Quito y se fue a jugar a la Segunda Categoría al club Deportivo Audaz donde estuvo una temporada.Para el 2008 ficha por el Deportivo Quito Donde se cambió de posición a lateral derecho donde dio algunas asistencias la más recordada en la Copa Sudamericana 2008 donde le dio un pase de gol a Fernando Saritama en México contra San Luis Fútbol Club. 
Ese año quedaría campeón por segunda vez y ese título será recordado porque el club tenía muchos años sin ganar un título.para la temporada 2009 jugaría la primera etapa con Sociedad Deportivo Quito y se marcharía al Club Deportivo Águilas jugando la Segunda Categoría de Ecuador. Para el 2010 firmaría por el Club Deportivo Espoli donde se destacaría con las asistencias de gol. Para el 2011 jugaría en la Serie B de Ecuador en Liga Deportiva Universitaria de Portoviejo donde sería su peor año descendiendo a Segunda Categoría de Ecuador.
Para el 2012 estuvo sin jugar por causas desconocidas pero volvería en el 2013 jugando para Mushuc Runa Sporting Club en aquel momento se encontraba jugando en la Serie B de Ecuador ese año sería exitoso ascendiendo a la Serie A de Ecuador, donde hizo historia porque sería el primer equipo indígena en jugar en la Serie A de Ecuador de ahí jugó hasta 2014. Para el 2015 firma por el Centro Deportivo Olmedo ese año fue titular indiscutible; ese año fue de polémica porque estaban por ascender a la Serie A de Ecuador y faltando una fecha le quitaron 3 puntos porque habían hecho jugar a un jugador sancionado quedándose así a nada de la clasificación. Para el 2016 firma por el Club Deportivo Clan Juvenil de la Serie B de Ecuador año en el que daría el acenso al equipo.Para el 2017 renovó con Clan Juvenil donde marco su último gol como futbolista ante Fuerza Amarilla para la segunda etapa decidió rescindir contrato por problemas con la directiva que le debía algunos sueldos perdiéndose la mitad del campeonato.para el 2018 entrenaría con Liga de Portoviejo pero no llegaron a un acuerdo y tomó la decisión de retirarse. Teniendo así una carrera de 15 años donde ganó 2 Serie A de Ecuador y ascendió a dos equipos

## participaciones internacionales
| torneo                 | club            | resultado        |
| ---------------------- | --------------- | ---------------- |
| copa libertadores 2004 | liga de quito   | octavos de final |
| copa sudamericana 2004 | liga de quito   | semifinales      |
| copa sudamericana 2008 | deportivo quito | primera ronda    |

## participaciones internacionales amistosas
| torneo                            | club   | resultado |
| --------------------------------- | ------ | --------- |
| copa ciudad de trujillo peru 2010 | espoli | final     |

## Clubes
| Club               | País    | Año         |
| ------------------ | ------- | ----------- |
| Liga de Quito      | Ecuador | 2003-2004   |
| Liga de Loja       | Ecuador | 2005        |
| Liga de Portoviejo | Ecuador | 2005-2006   |
| Aucas              | Ecuador | 2006        |
| Atlético Audaz     | Ecuador | 2007        |
| Deportivo Quito    | Ecuador | 2008        |
| Atlético Audaz     | Ecuador | 2009        |
| Águilas            | Ecuador | 2009        |
| Espoli             | Ecuador | 2010        |
| Liga de Portoviejo | Ecuador | 2011        |
| Mushuc Runa SC     | Ecuador | 2013 - 2014 |
| CD Olmedo          | Ecuador | 2015        |
| Clan Juvenil       | Ecuador | 2016 - 2017 |

## Palmarés

### Campeonatos nacionales
| Título                       | Club            | País    | Año  |
| ---------------------------- | --------------- | ------- | ---- |
| Serie A de Ecuador           | Liga de Quito   | Ecuador | 2003 |
| Serie A de Ecuador           | Deportivo Quito | Ecuador | 2008 |
| Ascenso a la serie A ecuador | Muchuc runa     | Ecuador | 2013 |
| Ascenso a la serie A ecuador | Clan juvenil    | Ecuador | 2016 |

### distinciones individuales
| año  | premio                                     |
| ---- | ------------------------------------------ |
| 2003 | goleador del campeonato ecuatoriano sub 20 |
| 2003 | goleador del campeonato ecuatoriano sub 18 |

## participaciones en inferiores juveniles
| club          | partidos | goles |
| ------------- | -------- | ----- |
| Nacional      | 28       | 15    |
| Liga de Quito | 126      | 90    |

## Vida privada

Se encuentra viviendo en Portoviejo, Manabi, Ecuador. Es padre de cuatro hijos, Naikary Macias ,Gabriel Macias ,Victoria Macias y Ivanna Macias. Se encuentra casado en estado civil con Gabriela Ponce.es dueño de una escuela de futbol que es franquicia con Liga Deportiva Universitaria de Quito la fundó en septiembre de 2019 con una cantidad de niños aproximada de 200 personas. Su sueño es dirigir un equipo de primera categoría y ver debutar a su hijo "Gabriel Macias" que ha jugado ya en las inferiores de Liga  Portoviejo, Colón Fútbol Club (Ecuador),Liga de quito, Chacaritas futbol club, Deportivo Colon y actualmente se encuentra jugando en el Club deportivo Patria de buena fe de la segunda Categoría de Ecuador. 
- Datos: Q7944669